# Kanton Donnemarie-Dontilly
Kanton Donnemarie-Dontilly (fr. Canton de Donnemarie-Dontilly) byl francouzský kanton v departementu Seine-et-Marne v regionu Île-de-France. Tvořilo ho 19 obcí. Zrušen byl po reformě kantonů 2014.

## Obce kantonu
- Cessoy-en-Montois
- Châtenay-sur-Seine
- Coutençon
- Donnemarie-Dontilly
- Égligny
- Gurcy-le-Châtel
- Jutigny
- Lizines
- Luisetaines
- Meigneux
- Mons-en-Montois
- Montigny-Lencoup
- Paroy
- Savins
- Sigy
- Sognolles-en-Montois
- Thénisy
- Villeneuve-les-Bordes
- Vimpelles